# Lesliana Pereira
Lesliana Massoxi Amaro Gomes Pereira, conocida simplemente como Lesliana Pereira, es una actriz, modelo y reina de belleza angoleña, ganadora del certamen Miss Angola en 2007. Representó a su país en Miss Universo 2008. A partir de entonces inició una carrera como actriz y modelo. En 2014 protagonizó el largometraje Njinga: Queen Of Angola, un rol que le valió obtener el premio a la mejor actriz protagónica en los Premios de la Academia del Cine Africano.

## Filmografía destacada
- Xuxa in The Mystery of Feiurinha... Fadona (2010)
- Njinga: Reina de Angola (2014)
- I Love Paraisópolis (2015)
- Jikulumessu... Claudia Gaspar
- I Love Paraisópolis